# 洪顶山摩崖刻经
洪頂山摩崖，又称洪頂山摩崖刻經。位于山東省泰安市東平縣舊縣鄉屯村鋪村東北方洪頂山上。2006年被列為第六批全國重點文物保護單位。
洪顶山刻字内容丰富，刻有佛经、经名、题名、题记等内容，所刻的佛经有《文殊般若波罗蜜经》、《仁王经》、《摩诃衍经》、《摩诃般若波罗蜜经》等，总面积近1400平方公尺。
洪顶山刻经是山东省境内最早的摩崖刻经。目前已查明有北齐河清二年～三年（563～564年）的题记，山东境内的刻经均受到洪顶山刻经的影响。此外，该摩崖刻经风格近似于张迁碑，且张迁碑出土处距离洪顶山很近，因此洪顶山刻经应该受到了张迁碑的影响。

## 外部文獻
- 洪顶山摩崖刻经（东平政府网）
- 《东平名胜古迹》（东平政协文史资料委员会编，山东肥城印刷厂印刷，1999年12月，内部资料）